# Historia de Hervás
La Villa de Hervás, en la actual provincia de Cáceres (España), nació como una aldea independiente del territorio de Béjar. Su nombre es modificación de San Gervasio, que todavía conserva el río Santihervas, afluente del Ambroz. Varios pueblos españoles tomaron el nombre del mártir San Gervasio, al igual que Hervás, y todos ellos poseían Iglesia o Ermita dedicada a él.

## Historia

### Origen
Se cree que los primeros pobladores de la hoy Villa de Hervás, bien pudieron ser celtas e íberos, más tarde lo frecuentaron fenicios y griegos, y posteriormente los judíos, que establecieron un característico trazado en sus calles. Se cree que hubo emplazamientos remotos, concretamente vetones; estos pudieron construir un pequeño poblado en forma de fortificación, por las abruptas sierras de Hervás, dado su carácter guerrero. Hace pensar la estancia de este pueblo, en los términos de origen célticos que han quedado, como "Pinajarro" que significa "Pico Alto" y da nombre a la mayor elevación montañosa de la serranía hervasense.
En tiempos de la Reconquista, Hervás perteneció a los reinos de Castilla, a la zona denominada Tras la Sierra, varias veces repartida entre este reino y el de León. En el reinado de Alfonso VII, el emperador, rey de León y de Castilla, e hijo de la reina Urraca y del conde Raimundo de Borgoña, reparte sus estados entre sus hijos, Sancho III el Deseado de Castilla, y Fernando II de León, lo que determinó la frontera, que recordaremos ahora para la parte Sur. En el documento de la Guinea, es decir de la Plata, se reconocía a Castilla la utilización del puerto de Baños de Montemayor, de tanta importancia para la reconquista de Extremadura.

### Edad Media
La entonces aldea de Hervás perteneció durante muchos siglos a la jurisdicción del alfoz de Béjar en lo político, que por aquel entonces se conocía como Comunidad de villa y tierra de Béjar; y en lo religioso depende todavía del Obispado de Plasencia, fundación de Alfonso VIII. Las fundaciones de las ciudades de Béjar y Plasencia, muestran el deseo del monarca de fortalecer su frontera con el Reino de León, la decisión de utilizar la calzada romana de la Plata como línea fronteriza, dificultaba su utilización para el comercio, en un periodo en que escaseaban las comunicaciones. Estas tensiones y dificultades desaparecen con la unión definitiva de los reinos de Castilla y León, bajo el cetro de San Fernando en 1230.
En 1212, según cuenta en la documentación del Arzobispo Rodrigo Ximénez, la población de Hervás participó, junto con la comunidad de Plasencia, en la Batalla de las Navas de Tolosa. De aquí que desde entonces Hervás tenga el título de Lealtad. Más tarde los hervasenses también participaron en la toma de Baeza, por la que el rey Fernando III le otorga al municipio la Bordadura de Gules, con ocho aspas que rodean las armas de su escudo.
La comarca del Valle del Ambroz gana en tranquilidad, precaria hasta entonces, lo que obligaba a sus moradores a dedicarse, sobre todo a la ganadería trashumante, ya que la riqueza pecuaria por su movilidad, estaba en mejores condiciones de escapar al enemigo. Por otra parte la abundancia de pastos era grande, por lo que algunos se inclinaban a creer que el nombre de Hervás deriva de "Herba".
En las capitulaciones matrimoniales de Alfonso X y Violante de Aragón, se estipula la entrega de varias poblaciones, entre ellas el poblado de Hervás. Estas tierras formaban el dote de la reina y fueron tomadas por su hijo Sancho IV, según reclamaciones hechas por el hermano de este, Juan de Castilla.
Hervás, Béjar y los poblados de los alrededores, eran utilizados por Fernando IV para atraerse a Alfonso de la Cerda, que se le ofrece, junto con otras, para hacerle desistir de sus pretensiones a la corona de Castilla; más como el infante sigue manteniendo sus pretensiones, el Rey se apodera de nuevo de Béjar, Hervás y sus dependencias.
Hacia el año 1227 la reina Violante de Aragón, esposa de Alfonso X el Sabio, visitó la ciudad de Béjar y el entonces poblado de Hervás, donando lo que hoy conocemos como Monte Castañar Gallego, unos hablan que por méritos de guerra o por los que la leyenda dice, que una mujer de Hervás amamantó al príncipe su hijo.
Hay conocimientos documentales de que el monte de Hervás era punto estratégico, pues en él se refugiaban las tropas cristianas, ocultándose del enemigo. Esto lo demuestra una Real cédula por la que se eximió a la población del alojamiento de tropas. El 5 de mayo de 1293, Sancho IV el Bravo incorpora el lugar de Hervás al Ducado de Béjar; al hacer la incorporación se hace también el deslinde. Por otro lado, en 1302, el rey Fernando IV, con fecha de 2 de octubre confirma la donación del Monte Castañar Gallego.
En un testamento hecho en Hervás, en 1395 se dice que fue dictado ante Juan López, escribano público de Béjar y su término, por la reina Beatriz, que era efectivamente reina viuda, desde la muerte de Juan I, en 1390. A través de dicho testamento podemos asomarnos al Hervás del siglo XIV. A finales de siglo, la corona se desprende de Béjar y Diego López de Zúñiga, señor de Frías por merced de Enrique III, dada en Illescas el 29 de enero de 1394, trocó dicha villa de Frías por la de Béjar. Por lo que ambos, Béjar y Hervás, pasaron a depender del Señorío de Los Zúñiga, Duques de Béjar.
En 1461 se señala la Cañada de la dehesa del "orillar" para paso de ganado con un ancho de 214 pies. La dehesa fue donada por Alfonso XI, y años más tarde el terreno debiö enajenarse con o sin autorización, pues actualmente son fincas particulares.

### Expulsión Judía

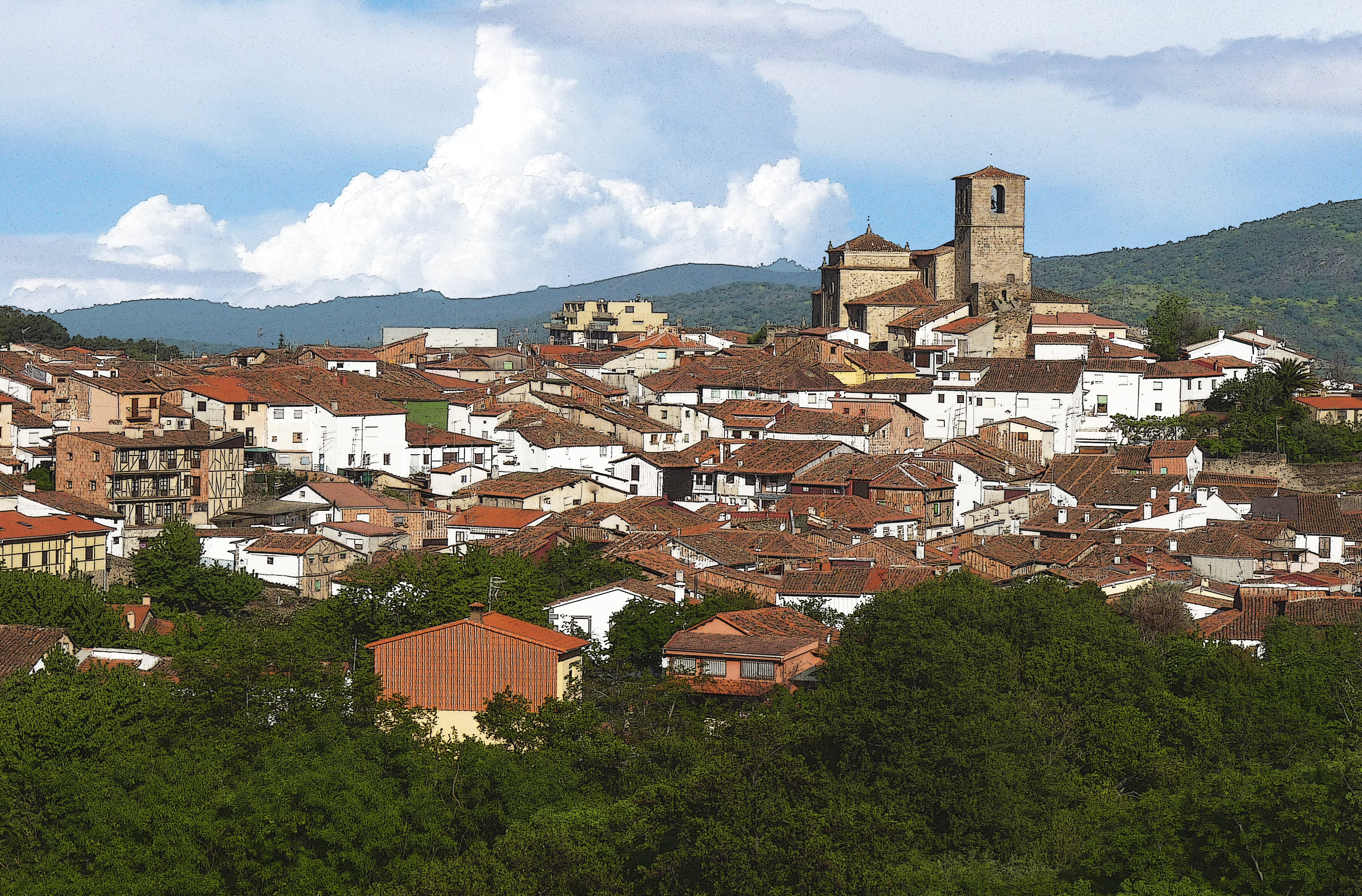
Panorámica de Hervás y su barrio judío

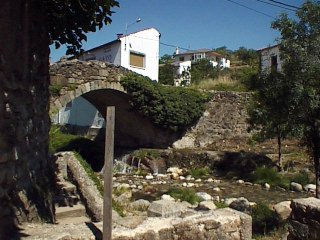
Puente de la Fuente Chiquita

La comunidad judía vivía acomodada en Hervás, así como refleja el conjunto histórico que dejó a su paso por el municipio, el conocido como Barrio Judío de Hervás. El barrio está constituido por callejuelas estrechas y casas con grandes voladizos, balconadas y abundancia de materiales autóctonos, como la madera de castaño, el adobe y el granito. Se extiende desde la Plaza hasta el río Ambroz y el puente de la Fuente Chiquita y era el hogar de todos los judíos de la aldea.
Años más tarde, los Reyes Católicos la declaran Villa de Fuero Real, por su participación en las conquistas de Málaga y Granada. En 1492, tras la conquista de Granada, se decreta la expulsión de los judíos de Castilla y Aragón:

"Don Fernando e doña Isabel (...)`Sabedes o devedes saber que porque nos fuemos ynfonnados que en estos nuestros reynos avia algunos malos christianos que judayzavan e apostatavan de nuestra santa fé católica, de lo cual era mucha cabsa la comunicación de los judios con los christianos, en las cortes que hecimos en la cibdad de Toledo el año pasado de mill e quatrocientos e ochenta años. mandamos apartar a los dichos judíos en todas la qibdades, villas e lugares apartados donde biviesen, esperando que con su apartamiento se remediara"

estas son las primeras líneas del Edicto de Expulsión de los Judíos de Castilla y Aragón, fechado en la ciudad de Granada a:

"XXXI del mes de marqo, año del nacimiento de nuestro señor Ihesichristo de mill e quatroquiento e noventa e dos años. Yo el rey. Yo la reyna".

El Edicto de Expulsión había de hacerse efectivo en el plazo de seis meses, exceptuándose aquellos que se convirtiesen al Cristianismo. A los judíos les fue prohibido llevar oro, plata, monedas, alhajas, ni cosas de valor alguno. Al cumplirse la orden de expulsión, una parte de los judíos de Béjar y Hervás marcharon a Portugal, donde el rey Juan les permitió el paso por ocho meses; muchos entraron por la frontera de Ciudad Rodrigo, donde pasó más de la mitad de la población hebrea.
Por el concepto llamado de capitación y medio servicio, pechaban o pagaban 45 maravedíes por vecino o cabeza de familia, esto nos permite suponer que la aljama de Béjar y la población de Hervás, contaba con más de 156 familias, ósea, unos 600 judíos. Es difícil conocer el dato exacto de judíos hervasenses, pero si nos atrevemos a puntualizar que alrededor de 250 o 300 hebreos eran de Hervás.
En un documento encontrado en el Archivo Histórico Nacional, sección nobleza, nos hace referencia en un legajo a la relación de los judíos o cabezas de familia que vivían en Hervás en 1492. En la lista figuran algunos de los siguientes nombres: Mosé Salvadiel Orabuena, Mosé Zarco, Zuce Marco, Yusé Molso, Jaco Salvadiel Bella... En algunos de los nombres se indica la condición de los individuos, así Rabí Samuel, físico o médico, y Rabino, lo que está de acuerdo con la costumbre de que el rabino conociera todo. "T'exedor" denota el oficio, lo que demuestra que a finales del siglo XV ya existía la industria del tejido en Hervás. Otros se dedicaban al préstamo, tales como los hermanos Cohen, Haben Haxiz, el mismo Rabí Samuel y Bellida la Rica, hasta los mismísimos reyes acudían a ellos en numerosos casos de apuro.
A finales de 1492, se robó de la sinagoga de Hervás material religioso, cuyo autor fue Fernando de Moreruela y cuyo hurto está debidamente documentado en archivos.
El 20 de junio de 1493 se presentó en la población de Hervás el notario Béjarano, exigiendo la presencia del alcalde de la aldea, Gonzalo de Moncada para conocer el patrimonio de los judíos. 
En el año 1494 retornaron gran parte de los judíos exiliados por el Edicto en tierras portuguesas, entre ellos el físico y médico Rabí Samuel.
La comunidad judía, una comunidad que siempre estuvo vinculada (al igual que la cristiana lo estaba a los sucesivos señores) a la aljama de Béjar. De su importancia nos da testimonio la distribución de los 450.000 maravedís que hizo el físico del rey, Rabí Jacob Aben Núñez en 1474. Entre las aljamas de Castilla 7.000 correspondieron a la de Béjar con los judíos de Hervás, mientras que la aljama de Plasencia con los judíos que moraban en Galisteo o Aldeanueva del Camino, solamente tuvieron que pagar 5.000 maravedís.
En cuanto a la aportación a la cultura de la época, también fue grande. Su sinagoga, centro educativo y difusor de cultura a través, sobre todo de la escuela Talmúdica, se citaba entre las más importantes de la provincia, junto a la de Cáceres o Plasencia.
Así mismo algunos historiadores aseguran que la aljama hervasense estaba compuesta por ricos hombres y artesanos; lo cierto es que sí los hubo, pero aproximadamente la componían unas cincuenta familias, la mayor parte de ellos se dedicaban a la agricultura y al pequeño artesanado, a la par que a tratos que les reportaban pequeños beneficios.
De cualquier forma, la herencia cultural judía en Hervás fue grande, y aún perduran tradicionales leyendas como la del rabí que mata a su hija por mantener relaciones con un cristiano, o la judía errante "la maruxa", alma en pena que siempre que aparecía presagiaba malos augurios.
Tradiciones culinarias de hondo calado en determinadas festividades como la sopa dulce navideña, o los nuégados, dulce preparado con nueces, miel y obleas. Tampoco son ajenos a esta tradición dos topónimos: la calle del Rabilero y la calle de la Sinagoga.
En los últimos años del siglo XV y principios del XVI, la historia de Hervás estuvo basada en la expulsión y conversión de los judíos al cristianismo. Varios son los documentos archivísticos que explican estos años de la historia de Hervás, años donde la Inquisición se apodera del terror y de la inestabilidad de un pueblo, donde siempre convivieron en plena armonía, judíos, cristianos y musulmanes.

### Época Moderna
En 1596, el alcalde del entonces lugar de Hervás, solicita a la corte la renovación de la donación del Monte Castañar Gallego, donación que realizó la esposa de Alfonso X "el Sabio" a la población, y que, monarca tras monarca fueron renovando dicha donación. En el año 1664  María López Burgalés, natural de Hervás, y su hijo, donan parte de su herencia para la construcción de un convento.
Esta señora deseaba fundar un convento de religiosos, los cuales ayudasen a sus paisanos a ganarse el cielo. En un principio, María López, viuda de Juan López de Ontiveros no sabía a que orden realizar esta fundación religiosa. Según documentos encontrados, dio la casualidad que un día en su libro de oraciones encontró una vitela (pergamino muy blanco con la efigie del fundador de la Orden Trinitaria) de Juan de Mata, y al parecer esta fue la causa de la decisión de crear un convento de los Trinitarios Descalzos en Hervás.
La realidad es que esta orden vivió en la villa cerca de trescientos años. También y siguiendo la tradición, el cuerpo de los fundadores fue sepultado a la entrada de la iglesia. Y lo que ha sido leyenda por muchos años entre los numerosos escritos, se hizo realidad el 4 de marzo de 1945, al hacer unas excavaciones en el atrio de la iglesia, para instalar en el mismo un jardín, y donde apareció un sarcófago con los restos de los fundadores.
Después de la Reforma Trinitaria, sus conventos florecieron por toda España. Su reformador dejó una estela luminosa por gran parte de la geografía española. Algo de esto tuvo que ocurrir en Hervás. Los Padres Trinitarios Descalzos aceptaron esta fundación, mientras en Hervás los primeros frailes no tuvieron que pasar el hambre y el frío que pasaron los fundadores del convento de Salamanca, según cuenta el Beato Juan Bautista en sus obras.
La fundación fue, desde sus comienzos en 1664 hasta 1727, convento raso, como se suele decir. O sea, que únicamente se dedicó a los menesteres de la vida religiosa y sacerdotal. Y desde este año, como queda dicho, fue casa de estudio de Teología y Filosofía. Más tarde fue solo de Filosofía. Los religiosos permanecieron en Hervás hasta la Desamortización de Mendizábal. Luego no volvieron y el templo se convirtió en parroquia en 1896, pasando a denominarse de San Juan Bautista.
En este de 1664, el pueblo de Hervás solicitó al rey Felipe IV la separación de sus tierras del Ducado de Béjar, "por considerar que tiene 550 vecinos y todas las condiciones precisas para regirse por sí mismo, ya que tiene industrias y riquezas tales como viñas, castañas y huertos y sus vecinos se consideran ser felices", dichas frases están extraídas del documento original entregado a Felipe IV. Pero el monarca tenía demasiadas cosas que atender como imitar el lujo de la corte francesa y comprometer a los ejércitos españoles en múltiples guerras, donde sufrían más reveses que victorias y se iban perdiendo territorios en Europa.
En 1687, se vuelve a realizar esta petición a Carlos III, quien a pesar de las mejoras interiores que introdujo en toda España, se dejó influir demasiado por alguno de sus ministros y no atendió la súplica solicitada.
El duque de Béjar, Juan Manuel II, accediendo a la petición que le hicieron los frailes franciscanos del convento de la Bien Parada de la Abadía, manda construir el edificio para enfermería, por el gran número de paludismo que había en dicho convento. Este majestuoso edificio es hoy Casa Consistorial. El inmueble se empieza a construir en 1734.
Cuatro años antes, el Duque de Béjar, que tanta industria creó en numerosos estados, se puso de acuerdo con el súbdito británico Juan Cortés, para fundar en Hervás una fábrica de paños finos al estilo de Béjar, y le dio permiso para que tiñera lanas en el tinte que tenía. En 1730, en Hervás había solamente dos telares anchos que apenas trabajaban por falta de pertrecho.
Así lo demuestra el siguiente documento:

"Excelentísimo Señor.- Juan Cortés a los Pies de V.E. Dice se halla pronto a salir de esta Corte, para Hervás a poner por obra la fábrica de paños finos y teniendo ya el suplicante prevenidos todos los instrumentos necesarios para la construcción de ellos: solo le falta que V.E. Se digne mandar se le entregue la ayuda de la Corte que V.E. fue servido ofrecerle para ayuda de la conducción de ocho personas que es preciso llevar de esta Corte, y que son precisas por su habitual para que desde luego salgan los paños con las circunstancias y perfecciones que...."

Merced a la protección de D. Juan Manuel II, la fábrica de paños de Hervás prosperó rápidamente y según dice Eugenio Larruga, en el año 1733, en sus Memorias políticas y económicas sobre los frutos, comercio, fábricas y minas de España:

"Hervás ya tenía quince telares en los que se tejían paños y bayetas de buena calidad y para cuyo sostenimiento se emplearon aquel año novecientas noventa y ocho arrobas de lana"

Por fin, en el año 1816, se concede al lugar de Hervás la separación del Ducado de Béjar y se convierte en Villa Eximida con la concesión de rollo, horca y cuchillo. Estas concesiones constaron noventa y nueve mil reales, dinero que se pagó en dos plazos, primeramente se abonaron cuarenta mil y el segundo fueron cincuenta y nueve mil. A cada vecino le costó siete mil quinientos maravedíes.
Años más tarde, en 1833, la población de Hervás, Baños de Montemayor y La Garganta, pasan a formar parte de la provincia de Cáceres, antes siempre pertenecieron a Salamanca. El deslinde que se realiza es el mismo que en la época de Sancho IV.
En 1843 son expulsados los frailes del convento de los Trinitarios; no se produjeron desórdenes públicos ni persecuciones, al contrario, los frailes expulsados fueron recogidos por vecinos que llevaron a sus casa a los ancianos que ya no podían ser trasladados por riesgo de sus vidas.
En 1868 se produce la revolución que se conoce por la del 68, la cual afectó a la villa de Hervás. Hervás tenía solicitado el traslado de cabeza de partido de Granadilla a esta desde hacía unos veinte años. Los informes para el traslado eran favorables, pero sin llevarlos a ejecución. Con motivo de ésta revolución, el pueblo de Hervás invitó a los pueblos de Granadilla a que entregasen el juzgado, y sin gran oposición se consiguió el traslado.
En la Primera República Española (1873) el municipio se declaró cantón durante la Revolución Cantonal.
En 1889 se celebra la subasta en Cáceres por las obras del ferrocarril del Oeste, que parte de la estación de Empalme, hasta Astorga. En 1896, por petición del pueblo de Hervás se le concede una nueva parroquia, denominada de San Juan Bautista, en la iglesia que perteneció al convento de los trinitarios, que permanecía cerrada desde 1843.
Entre 1895 y 1896, salen a la luz dos diarios locales, "el Eco" y "el Ariete".

### sigloXX
La plaza de Toros es reconstruida tras una reunión con los empresarios de Hervás en 1926. En 1953 se inaugura la Ermita de San Antón.
En diciembre de 1986 se celebraría en la localidad un importante debate para Izquierda Socialista, corriente ideológica del PSOE en el cual se debatió el futuro del Socialismo Democrático.
A finales de los 80 y principios de los 90, se construyó el Museo Pérez Comendador en honor al escultor hervasense Enrique Pérez Comendador, así como la Presa de abastecimiento de agua potable.
En febrero de 2019, la localidad cumple el 50 aniversario de su nombramiento como Conjunto Histórico Artístico.